# ژوزف ماتوچ
ژوزف ماتوچ (انگلیسی: Josef Mattauch; ۲۱ نوامبر ۱۸۹۵ – ۱۰ اوت ۱۹۷۶) دانشمند در زمینه فیزیک اهل آلمان و از اعضای انجمن ماکس پلانک بود.